# Checras (distrito)
O Distrito peruano de Checras é um dos doze distritos que formam a Província de Huaura, situada no Departamento de Lima, pertencente a Região Lima, na zona central do Peru.

## Transporte
O distrito de Checras é servido pela seguinte rodovia:
- PE-18, que liga o distrito de Huacho (Região de Lima) à cidade de Ambo (Região de Huánuco)
- LM-107, que liga a cidade ao distrito de Pacaraos [1][2][3]